# Mahakala
Mahakala byl rod bazálního unenlagidního dinosaura, který žil v období svrchní křídy (stupeň kampán, asi před 75 miliony let) na území dnešního Mongolska. Fosílie tohoto malého teropoda byly popsány v roce 2007 ze souvrství Djadochta v poušti Gobi.

## Rozměry a systematika

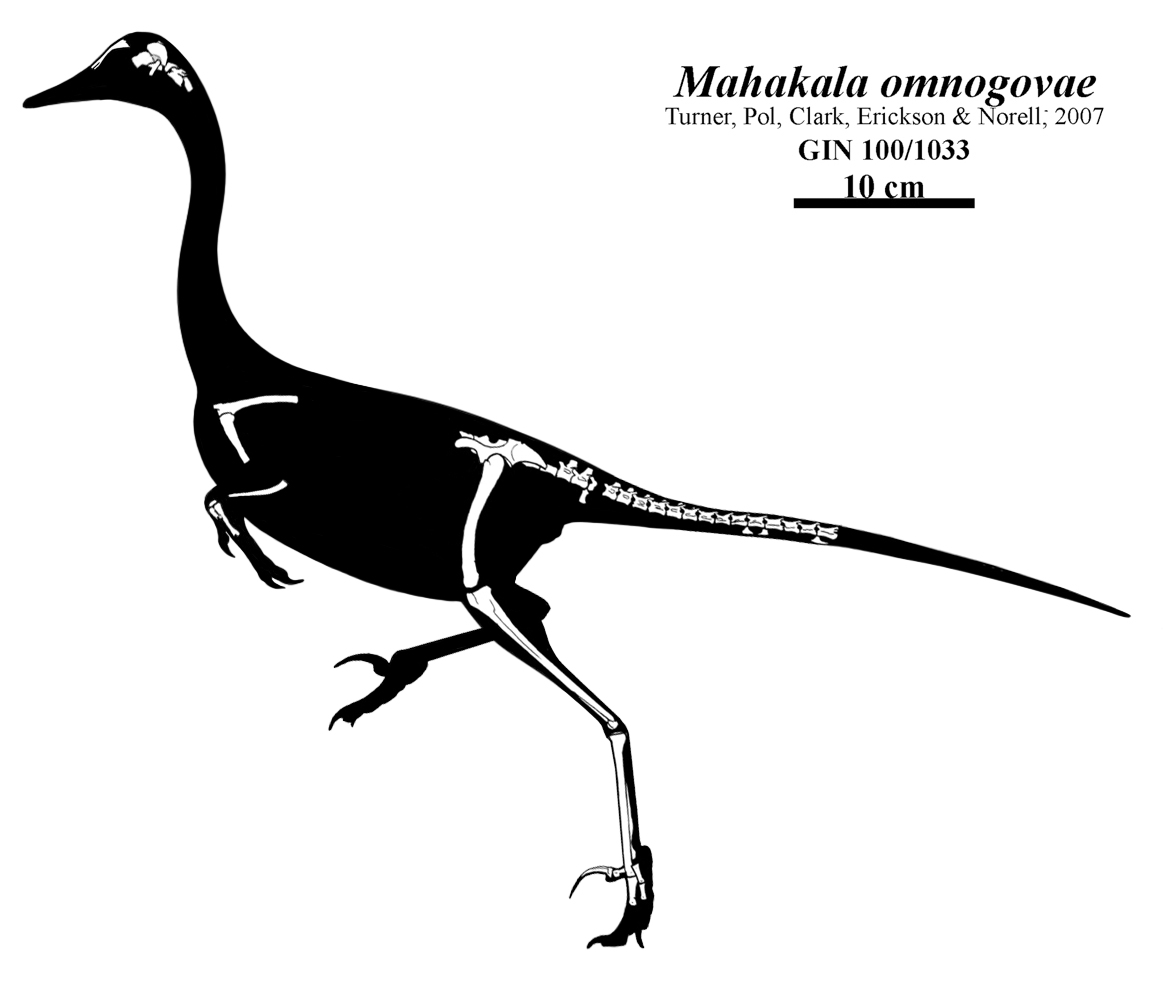
Mahakala - kosterní diagram

Mahakala je s délkou jen 0,5 až 0,7 metru a hmotností 0,4 kilogramu jedním z nejmenších známých dinosaurů. Podle jiného odhadu dosahoval hmotnosti 0,76 kg. V současnosti je řazen do podčeledi Halszkaraptorinae spolu s rody Halszkaraptor, Natovenator a Hulsanpes.